# Botanic Gardens Conservation International
El BGCI son las siglas inglesas del Botanic Gardens Conservation International (asociación internacional de jardines botánicos para la conservación). Es una organización no gubernamental que se financia con donaciones, que tiene su sede en Richmond (en el área del Gran Londres), y se encuentra inscrita en el registro británico como charity con el n.º 1098834.

## Historia
El BGCI nació en 1987 como una pequeña secretaría bajo el auspicio de la Unión Internacional para la Conservación de la Naturaleza (IUCN). En estas décadas, ha crecido para convertirse en la principal organización internacional en el mundo, que trabaja para salvar la flora en peligro y mantener su biodiversidad. La red de miembros de esta organización ha ido creciendo, extendiéndose a través de cada continente. La organización ahora une a unos ochocientos miembros (jardines botánicos), y otros socios, de más de cien países por todo el mundo, con el objetivo de preservar las plantas amenazadas del mundo.
El 18 de enero del 2008, el BGCI (representando a jardines botánicos de ciento veinte países) indicó que "cuatrocientas plantas medicinales están en riesgo de extinción, por una sobrerrecolección y por la tala de árboles, amenazando el descubrimiento de futuras curaciones para enfermedades". Estos incluyen a árboles como el tejo (la corteza se utiliza en remedios contra el cáncer, el paclitaxel); hoodia (de Namibia, fuente de drogas para la pérdida de peso); la mitad de las magnolias (usadas por la medicina china durante cinco mil años para luchar contra el cáncer, la demencia y las enfermedades cardíacas); y azafrán de otoño (para la gota). El grupo también encontró que unos cinco mil millones de personas, se benefician de la medicina tradicional basada en las plantas para el cuidado de la salud.
Algunos jardines que forman parte de la organización tienen como objetivo el estudio de las plantas mediante la biotecnología; un ejemplo de ello es el Arboreto nacional de Corea.

## Actividades y objetivos
Entre las acciones que ayuda a promover el BGCI a un nivel mundial, se encuentran:
- Desarrolla una estrategia global para la conservación de las plantas.
- Conservación de las plantas amenazadas.
- Creando un marco para la acción de la conservación en los jardines botánicos del mundo.
- Ayudando a aumentar las capacidades de conservación.
- Ayudando a formar a nuevas generaciones de educadores ambientales.
- Alcanzando con sus mensajes medioambientales a las jóvenes audiencias.
- Alertar a la conciencia pública sobre las necesidades de la conservación de las plantas.
- Tomar previsiones con vistas a un posible cambio climático.